# Speciose Ayinkamiye
 (mai 2024).
Speciose Ayinkamiye née le 25 mai 1974, est une femme politique rwandaise, membre de la Chambre des députés  au Parlement du Rwanda depuis 2018. Ayinkamiye représente la province de l'Ouest.

## Biographie
De 2000 à 2001, Ayinkamiye est enseignante. De 2002 à 2018, elle occupe divers postes au Parlement du Rwanda : rédactrice du Hansard (2002-2009), greffière de comité (2009-2014) et rédactrice en chef (2014-2018)[De quoi ?]. En septembre 2018, elle est élue à la Chambre des députés du Parlement du Rwanda.
Ayinkamiye est membre du conseil d'administration de KCB Bank Rwanda Limited. Elle est aussi membre du comité exécutif des femmes parlementaires du Commonwealth depuis 2019.